# Ute Lindner (Künstlerin)
Ute Lindner (* 1968 in Arnsberg) ist eine deutsche Künstlerin, Fotografin und Kuratorin.

## Wirken
Ute Lindner studierte Bildende Kunst an der Kunsthochschule Kassel bei Urs Lüthi und Floris Michael Neusüss sowie Visuelle Kommunikation, Kunstwissenschaft und Philosophie in Kassel und London.
Lindner arbeitet als Künstlerin im Bereich der experimentellen Fotografie wie auch der Installationskunst. Sie ist eine Vertreterin der zeitgenössischen Cyanotypie und erweitert Fotografie und Cyanotypie zu installativen Raum-Inszenierungen.
Ihre künstlerische Arbeit wurde vielfach mit Preisen und Förderungen ausgezeichnet. Sie erhielt 1996 ein Stipendium und 2004/06 den Studiogrant der Cité Internationale des Arts Paris, wurde 1996 mit dem Kasseler Kunstpreis ausgezeichnet, erhielt 2008/09 den Projectgrant der Stiftung Kunstfonds Bonn, wurde 2016 mit dem Preis der Hypo-Kulturstiftung ausgezeichnet, war 2017 Finalistin des Gabriele Münter Preis und erhielt 2017 ein Shanghai-Stipendium des STA-Artist-in-Residence-Programm. 2021 gewann sie den Auftrag einer neuen Kunst-am Bau-Realisierung, «Fibonacci-Tube», in Berlin.
Seit den 1990er-Jahren werden ihre Werke international ausgestellt und sind in öffentlichen und privaten Sammlungen vertreten, darunter die Berlinische Galerie, das National Museum of Art Osaka, das Norton Museum of Art Palm Beach, die Sammlung zeitgenössischer Kunst der Bundesrepublik Deutschland, die Kunsthalle Bremen, die Collection Jeanne von Oppenheim und die Deutsche Botschaft Peking.
Mehrfach erhielt sie Aufträge für Kunst am Bau. Ihre 2007 realisierte Arbeit Through the Looking Glass am Berliner Savignyplatz zeigt als Hinterglasmalerei eine Personengruppe, die in einen imaginären Raum blickt und bei Dunkelheit als menschlicher Schatten vor blau beleuchteter Wand erscheint. Analog zu Lewis Carrolls gleichnamigem Roman reflektiert ihre Arbeit Phänomene der Spiegelung und des Changierens künstlerisch erschaffener Realitäts-Räume und macht den Anteil des Rezipienten an der Wahrnehmungs-Konstruktion sinnlich erfahrbar.
Die Berliner Stiftung Starke schrieb 2018 anlässlich von Lindners Ausstellung Pentimenti revisited, einer monumentalen fotografischen Arbeit mit auf Stoff gedruckten Cyanotypien, bei der sie vorab die Fensterfassade des Ausstellungsraums 1:1 abfotografiert und „an die Stelle des Blicks nach außen eine eigene Bildwelt von sich immer weiter verschachtelnden Räumen gesetzt“ hatte: „Fotografie begreift Ute Lindner nicht als Instrument zur Wiedergabe von Wirklichkeit, vielmehr als Material zu deren Gestaltung und Veränderung. Eine Vielzahl fotografischer Aufnahmen montiert die Künstlerin zu einer autonomen Realität, die außerbildliche Bezüge von Raum und Zeit in sich aufhebt und durch deren Verschränkung eine Entgrenzung erwirkt.“
Ute Lindner leitet mit Patrick Huber seit 1999 den gemeinsam gegründeten interdisziplinären Projektraum Copyrightberlin, eine „interdisziplinäre Plattform für künstlerische Strategien“, der 2018 mit dem Projektraumpreis des Berliner Senats ausgezeichnet wurde. Sie war zudem Mit-Gründerin und Kuratorin der 2yk Galerie und der Kunstfabrik am Flutgraben e. V. Seit 2013 ist sie Teil der künstlerischen Leitung des Kunstsymposiums Tabakfabrik Vierraden, kunstbauwerk e. V.
Sie ist seit 2011 Dozentin für Fotografie und Digitale Medien an der Europäischen Kunstakademie Trier und seit 2014 Gastdozentin an der Berliner Neuen Schule für Fotografie.

## Ausstellungen (Auswahl)
Einzelausstellungen (Auswahl)
- 1996: Belichtungszeiten, Kasseler Kunstverein/Maximilian Krips Galerie / Fuhrwerkswaage, Cologne[11]
- 1996: Temps de Pose, Cité Internationale des Arts, Paris
- 1998: Pentimenti, Milch Gallery, London
- 1999: Mirage, Galerie Zellberg, Berlin
- 2001: Exposures, Staatliche Museen Kassel, Neue Galerie, Kassel
- 2003/2005: All that we see or seem is but a dream within a dream, Galerie Robert Drees, Hanover
- 2006: Point de vue, Immanence, Paris
- 2008/2009: There’s no reason to define the outside environment as alien, Galerie der Stadt Remscheid
- 2012: Pentimenti, ABC Gallery, Posen
- 2015/2016: Bin ich noch in meinem Haus, Galeria Okno, Slubice / Galeria Wozownia, Torun/Polen[7]
- 2018: Through the Looking Glass, PHOTOWERK, Berlin
- 2018: All that we see or seem is but a dream within a dream, Kronenboden Berlin
- 2020: Point of View, Kunstverein Viernheim

Gruppenausstellungen (Auswahl)
- 1993/94: German Art with Photography. The 90ies, Architekturmuseum Frankfurt / Rheinisches Landesmuseum, Bonn
- 1994: ad libitum, Kasseler Kunstverein, Kassel
- 1996: Letzte Bilder, Kunsthalle Bremen
- 2000: Unsquare Dance, Galerie EIGEN+ART, Leipzig
- 2001: Museum as Subjects, National Museum of Art, Osaka
- 2005: Values, 11th International Biennale of Contemporary Art, Pancevo, Serbien
- 2006: Photo-Trafic, Centre de la Photographie, Genf
- 2007: Borderline, International Festival of Contemporary Art, Varna
- 2008: Re-Reading the Future, International Triennale of Contemporary Art, Prag
- 2010: Transfer, Berlinische Galerie, Berlin
- 2011/12: Tobacco Road, kunstbauwerk e.V., Tabakfabrik Vierraden/Berlin
- 2013: SilesiaTopia, Rondo Sztuki, Katowice
- 2015: I look at the window, PHOTOWERK, Berlin
- 2016: Manipulation, AnalogueNow, Berlin[7]
- 2017: Gabriele Münter Preis, Akademie der Künste, Berlin / Frauenmuseum, Bonn
- 2018: The Myriad Forms of Visual Art: 196 Works with 19 Themes, National Museum of Art, Osaka
- 2018: CO/LAB III, Torrance Art Museum, Los Angeles
- 2019: Kind of Copy – Cyanotypes, Museum für Fotokopie / M.F.F., Mülheim an der Ruhr
- 2020: Nicht hinauslehnen, Museum of Contemporary Art, Novi Sad/Serbien (catalogue)
- 2021: ANALOG TOTAL. Fotografie heute, Grassi Museum, Leipzig

## Auszeichnungen und Stipendien
- 1996 Paris grant, Deutsch-Französisches Jugendwerk[11]
- 1996 Studio grant Cité Internationale des Arts, Paris
- 1996: Kasseler Kunstpreis
- 1996: Förderkoje Art Cologne, Maximilian Krips Galerie, Köln
- 2004/06: Studiogrant Cité Internationale des Arts, Paris
- 2008/09: Projectgrant Kunstfonds e.V. Bonn für Here, there and anywhere..., Akademie der Künste
- 2010: 2. Award Airport Berlin Brandenburg International
- 2010/2011: Projectgrant Walter-Heilwagen-Stiftung, Kasseler Kunstverein
- 2017: Preis der Hypo-Kulturstiftung[7]
- 2017: Shanghai-Stipendium, STA-Artist-in-Residence-Program
- 2017: Finalistin Gabriele Münter Preis
- 2018: Projektraumpreis des Berliner Senats für COPYRIGHTberlin
- 2021: Kunst-am-Bau-Realisierung Neubau OSZ Elektromobilität, Berlin-Charlottenburg

## Werke in Sammlungen und Museen
- National Museum of Art/Osaka
- Norton Museum of Art/Palm Beach/Florida
- Sammlung der Bundesrepublik Deutschland (Collection of the Federal Republic of Germany)
- Kunsthalle Bremen
- Berlinische Galerie
- Neues Museum Kassel
- Deutsche Botschaft,  Peking (German Embassy, Bejing)
- Collection Alison and Peter W. Klein
- Collection Jeanne von Oppenheim
- Collection Rijn van der Lugt[7]